# نفل فلسطيني
النفل الفلسطيني (باللاتينية: Trifolium palaestinum) نوع نباتي من جنس النفل من الفصيلة البقولية.

## الموئل والانتشار
موطنه الأصلي شرق حوض البحر الأبيض المتوسط من بلاد الشام إلى البلقان وإيطاليا إلى شرق أوروبا والقوقاز.